# Томаш Голеш
Томаш Голеш (чеськ. Tomáš Holeš, нар. 31 березня 1993, Полія) — чеський футболіст, захисник, півзахисник празької «Славії» і національної збірної Чехії.

## Клубна кар'єра
Народився 31 березня 1993 року в місті Полія. Вихованець футбольної школи клубу «Градець-Кралове». Дорослу футбольну кар'єру розпочав 2012 року в основній команді того ж клубу, в якій провів п'ять сезонів, взявши участь у 121 матчі чемпіонату.  Більшість часу, проведеного у складі «Градець-Кралове», був основним гравцем команди.
Своєю грою за цю команду привернув увагу представників тренерського штабу клубу «Яблонець», до складу якого приєднався 2017 року. Відіграв за команду з Яблонця-над-Нісою наступні два сезони своєї ігрової кар'єри. Граючи у складі «Яблонця», також здебільшого виходив на поле в основному складі команди.
До складу празької «Славії» приєднався 2019 року. У перших двох сезонах виступів за нову команду вигравав національну першість Чехії.

## Виступи за збірну
2020 року дебютував в офіційних матчах у складі національної збірної Чехії.
Був включений до заявки національної команди на фінальну частину чемпіонату Європи 2020 року.

## Титули і досягнення
- Чемпіон Чехії (3):

«Славія»: 2019-2020, 2020-2021, 2024-2025
- Володар Кубка Чехії (2):

«Славія»: 2020-2021, 2022-2023